# Frontodendroidopsis gibbiceps
Frontodendroidopsis gibbiceps is een keversoort uit de familie vuurkevers (Pyrochroidae). De wetenschappelijke naam van de soort is voor het eerst geldig gepubliceerd in 2006 door Young.